# Ladislav Dluhoš
Ladislav Dluhoš, född 6 oktober 1965 i Čeladná i Mähren-Schlesien, är en tjeckisk tidigare backhoppare som tävlade för Tjeckoslovakien och senare Tjeckien. Han representerade Dukla Banská Bystrica.

## Karriär
Ladislav Dluhoš debuterade internationellt i världscupen på hemmaplan i stora backen i Harrachov 14 januari 1984. Dluhoš blev nummer fyra i en tävling som vanns av landsmannen Jiří Parma. Ladislav Dluhoš var på prispallen första gången i en deltävling i världscupen i normalbacken i Sapporo i Japan 9 februari 1985. Säsongen 1985/1986 var hans bästa i världscupen. Då blev han nummer 10 sammanlagt. I backhopparveckan lyckades han aldrig och blev nummer 42 som bäst totalt.
Dluhoš startade i Skid-VM 1984 i Engelberg i Schweiz. Han hoppade i lagtävlingen och vann en bronsmedalj med det tjeckoslovakiska laget (Ladislav Dluhoš, Vladimír Podzimek, Jiří Parma och Pavel Ploc). Under Skid-VM 1985 i Seefeld in Tirol i Österrike startade Dluhoš i normalbacken och blev nummer 33. Dluhoš tävlade i alla grenar i Skid-VM 1987 i Oberstdorf i dåvarande Västtyskland. Han blev nummer 53 i normalbacken och 29 i stora backen. I lagtävlingen blev tjeckoslovakiska laget (Pavel Ploc, Jiří Parma, Ladislav Dluhoš och Martin Švagerko) nummer fyra, 3,1 poäng från en bronsmedalj. Under Skid-VM 1989 i Lahtis i Finland lyckades dock Tjeckoslovakien ((Jiří Parma, Martin Švagerko, Ladislav Dluhoš, Pavel Ploc) att vinna bronsmedaljen efter Finland och Norge. I de individuella tävlingarna kom Dluhoš på en 11:e plats i normalbacken. I stora backen delade han sjätteplatsen med Franz Neuländtner från Österrike, 6,5 poäng från en bronsmedalj. I sitt sista Skid-VM, i Val di Fiemme i Italien 1991 blev Ladislav Dluhoš nummer 26 i normalbacken och nummer 25 i stora backen. I lagtävlingen blev det tjeckoslovakiska laget (František Jež, Ladislav Dluhoš, Pavel Ploc och Jiří Parma) nummer 5.
Ladislav Dluhoš tävlade i olympiska spelen 1984 i Sarajevo i dåvarande Jugoslavien. Han hoppade i normalbacken och blev nummer 12. I OS 1988 i Calgary i Kanada startade Dluhoš i samtliga grenar. Han blev nummer 53 i normalbacken och 29 i stora backen. I lagtävlingen blev Tjeckoslovakien (Ladislav Dluhoš, Jiří Malec, Pavel Ploc och Jiří Parma) nummer fyra, 9,3 poäng från prispallen. I sitt sista OS, i Lillehammer i Norge 1994, tävlade Dluhoš för Tjeckien. Han diskvalificerades i normalbacken och blev nummer 30 i stora Lysgårdsbakken. I lagtävlingen blev tjeckiska laget (Ladislav Dluhoš, Zbyněk Krompolc, Jiří Parma och Jaroslav Sakala) nummer 7.
I skidflygnings-VM 1985 i Letalnica skidflygningsbacke i Planica i dåvarande Jugoslavien blev Dluhoš nummer fem i en tävling som vanns av Matti Nykänen från Finland. Dluhoš var 9,0 poäng från bronsmedaljen som vanns av landsmannen Pavel Ploc. Under skidflygnings-VM 1986 i skiflygningsbacken Kulm i Bad Mitterndorf i Österrike, blev Dluhoš nummer fyra. Andreas Felder från Österrike vann tävlingen. Dluhoš var 17,5 poäng från prispallen. I sitt sista skidflygnings-VM, i Vikersund i Norge 1990, slutade Dluhoš på en 22:a plats.
Ladislav Dluhoš startade i sin sista världscuptävling i normalbacken i Planica 11 december 1994 där han blev nummer 14. Han tävlade i kontinentalcupen mot slutet av karriären. Efter dåliga resultat säsongen 1995/1996 avslutade Dluhoš sin backhoppningskarriär.